# Зарубинка (Коростенський район)
Зару́бинка — село в Україні, в Ушомирській сільській територіальній громаді Коростенського району Житомирської області. Населення становить 20 осіб (2001).

## Географія
На північному заході від села бере початок річка Капля.

## Історія
У 1906 році — село Ушомирської волості Житомирського повіту Волинської губернії. Відстань від повітового міста 65 верст, від волості 12. Дворів 25, мешканців 157.
12 червня 2020 року, відповідно до розпорядження Кабінету Міністрів України № 711-р «Про визначення адміністративних центрів та затвердження територій територіальних громад Житомирської області», територію та населені пункти Ставищенської сільської ради включено до складу Ушомирської сільської територіальної громади Коростенського району Житомирської області.

## Населення

### Мова
Розподіл населення за рідною мовою за даними перепису 2001 року:
| Мова       | Кількість | Відсоток |
| ---------- | --------- | -------- |
| українська | 20        | 100%     |